# Egon Kopereck
Rev. Egon Kopereck (Morro Redondo, 21 de fevereiro de 1957) é um pastor brasileiro, que atualmente exerce o cargo de Presidente da Igreja Evangélica Luterana do Brasil, na gestão 2010-2014. Em 2014, Kopereck é reeleito presidente da IELB para o mandato 2014-2018.
Kopereck se formou em teologia no Seminário Concórdia, de São Leopoldo, Rio Grande do Sul, em 1980, tendo feito pós-gradução em 1992, e desde 1998 trabalhou como pastor da Comunidade Evangélica Luterana São Paulo, de Canoas. Ele mantém um blog pessoal, onde divulga relatórios diários de sua gestão presidencial, além de notícias relacionadas com a própria IELB.